# Saint-Caprais-de-Lerm
Saint-Caprais-de-Lerm település Franciaországban, Lot-et-Garonne megyében. Lakosainak száma 703 fő (2022. január 1.). Saint-Caprais-de-Lerm Bon-Encontre, Castelculier, Puymirol, Saint-Pierre-de-Clairac, Saint-Robert, Sauvagnas és La Sauvetat-de-Savères községekkel határos.

## Népesség
A település népessége az elmúlt években az alábbi módon változott:
| Lakosok száma | 304  | 414  | 452  | 546  | 654  | 644  | 646  | 663  | 675  | 703  |
|               | 1968 | 1982 | 1990 | 2006 | 2013 | 2015 | 2017 | 2019 | 2020 | 2022 |